# Perro pila argentino
El perro pila argentino es una raza de perro sin pelo, Su tamaño oscila entre los 25 y 45 cm a la cruz y se encuentra en las provincias del Noroeste argentino.

## Historia
El pila argentino es una raza canina muy similar al  crestado chino, al xoloitzcuintle, y al perro sin pelo del Perú, del cual probablemente es descendiente. Existen diferentes teorías sobre el origen de estos perros precolombinos (con excepción del crestado Chino, criado a partir de los peruanos por Ida Garrett y Debra Woods en los Estados Unidos, en la primera mitad del siglo veinte). Pero la evidencia arqueológica apunta a su existencia en el continente desde hace unos tres mil años. Las diferencias entre variedades –y hay razones bien fundadas para referirse a variedades, y no razas– probablemente surjan a partir del aislamiento, especialmente desde la Conquista española.
Parece no haber registro de la presencia de estos perros en lo que es hoy Argentina antes de la colonización inca del siglo XV de nuestra era. El imperio inca se extendió al norte por los Andes a Ecuador, norte y centro de Chile y el noroeste occidental de Argentina. El Inca enviaba a sus emisarios con valiosos regalos para estrechar vínculos con las colonias distantes, y entre estos regalos se incluirían los apreciados ‘khalas’ (término quechua que significa desnudo, o sin pelo).
A partir de la conquista española, menos de un siglo después de la colonización incaica, el comercio entre Argentina y Perú se mantuvo principalmente a través de las provincias argentinas de Salta y Jujuy; pero el influjo de perros de la civilización derrotada cesó. A España no le interesaban estas criaturas sin pelo salvo como curiosidad, ocasionalmente presentada en las cortes europeas. Además, todo comercio entre Sudamérica y América Central fue reemplazado por el envío de valiosos productos coloniales a España; y los perros no eran considerados valiosos.

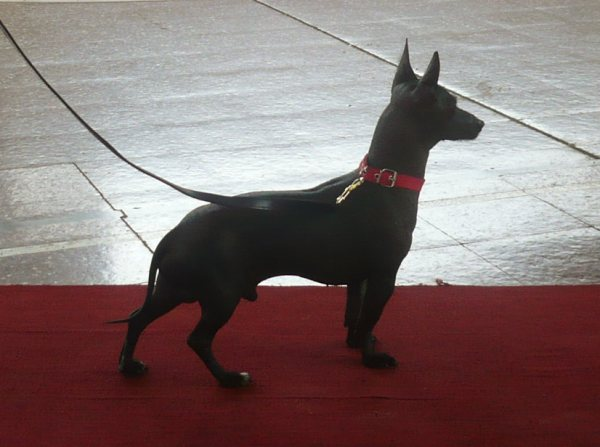
Perro Pila Andino.

De este modo, y debido al aislamiento local, surgieron en los siguientes siglos diferentes variedades de perros sin pelo. Estas variedades incluyen las razas mexicana y peruana aprobadas por la Federación Cinológica Internacional, y otras en toda América Latina incluyendo al Perro Pila Argentino. En el presente artículo describiremos al Pila argentino en su variedad chaqueña, de extremidades largas; pero existen además variedades de patas cortas y cuerpo abarrilado -de los cuales también hay amplio registro arqueológico-. Estos perros probablemente evolucionaron en las regiones de alta montaña, suposición que se basa en su estructura mejor adaptada al frío y reducido oxígeno atmosférico.
En épocas coloniales y bien avanzado el siglo XX, los Pilas fueron tenidos en alta estima por los aborígenes, la clase media y campesinos criollos del noroeste argentino, que les dieron este apelativo empleando el término coloquial para sin pelo o desnudo. Se los apreciaba por su piel caliente, utilizándolos para entibiar las camas y como almohadillas terapéuticas, especialmente para los ancianos que sufrían de reumatismo (en tal caso se les llamaba en varias ciudades rioplatenses hasta mediados del siglo XIX "calientapies" ya que durante los días fríos ellos se calentaban arrimándose a los pies de sus dueños sentados tal cual lo atestigua Lucio V. Mansilla. También se los apreciaba como guardianes por su carácter siempre alerta a cualquier movimiento o ruido inusual en su entorno.

## Descripción
El Perro Pila Argentino, variedad chaqueña, se clasifica en tres tamaños: Pequeño, entre 25 y 35 cm a la cruz, Mediano, de 35 a 45 cm, y Grande, superior a 45 cm. Estructuralmente, el Pila que en Argentina se caracteriza como ‘chaqueño’ es semejante al Pinscher miniatura, con dorso más corto e inserción de cola más alta que en las demás razas calvas. En movimiento la cola es portada en una curva sobre el dorso, idealmente con la punta apenas rozando el lomo. Su movimiento es más bien corto con pasos rápidos de gran elasticidad; a menudo, especialmente en los ejemplares más chicos, exhibe un elegante Hackney  que debería ser alentado como característica distintiva de la raza. Son extraordinariamente ágiles, veloces corredores y capaces de trepar y dar grandes saltos.
El Perro Pila Argentino de variedad andina tiene las piernas más cortas y por esto menor alzada y el cuerpo alargado.
La cabeza del Pila es lupoide, de longitud media y ligeramente abovedada, con largo de cara y cráneo similares entre sí. El "stop"  es moderado, con mayor definición en los ejemplares pequeños. Los ojos son medianamente grandes y ligeramente almendrados, brillantes, expresivos, y de colores en la gama de negro a amarillo según el color de la piel. El hocico es angosto, con los labios bien ajustados y mandíbula poco desarrollada. Las orejas, traslúcidas y muy móviles, tienen inserción relativamente alta. En atención están erectas, con los bordes externos paralelos entre sí. Las orejas del Pila Argentino no son tan grandes como las de sus parientes peruano y mexicano.
El grado de alopecia varía de un individuo a otro: algunos perros carecen totalmente de pelos a excepción de los bigotes, y otros llegan a tener prominentes penachos de pelo en cabeza, cola y patas, aunque nunca tan profusos como los del Crestado Chino. En algunos escasos individuos puede haber una apenas perceptible pelusa con ocasionales pelos más largos en el dorso. Pero nada de este pelo, ya sea en cabos o en el cuerpo, se asemeja a un verdadero manto: siempre es ralo, con textura de cerdas cuando es corto en los cabos, y más sedoso cuando largo.
Los Pilas generalmente carecen de premolares, y también otras piezas dentarias. Pero los incisivos deben estar enteros, sanos y cerrar en mordida de tijera, e idealmente también deben haber colmillos curvos como en las demás razas, aunque frecuentemente están ausentes o tienen forma cónica.

## Genética
No todos los cachorros en una camada de Pilas serán calvos. Tal como ocurre con las demás razas sin pelo a excepción del American Hairless Terrier, el factor genético responsable de la ausencia de pelo es incompletamente dominante, y letal. De modo que todo cachorro calvo vivo es heterocigoto calvo/peludo. Estadísticamente, pues, por cada cuatro óvulos fértiles de un apareamiento calvo-calvo, un embrión será homocigoto (es decir, calvo ‘puro’) y no se desarrollará como cachorro viable, generalmente siendo reabsorbido por el útero en estado embrionario; dos embriones serán heterocigotos calvo/peludo y se desarrollarán como cachorros calvos, con variable expresión de pelo en cabeza, cola y patas, y ocasionalmente otras partes del cuerpo; y un embrión será homocigoto peludo/peludo y se desarrollará como cachorro con manto completo. El apareamiento de peludo a peludo nunca dará como resultado cachorros calvos. Al aparear un peludo con un calvo, una mitad de la camada –siempre en términos estadísticos– será calva, y la otra mitad tendrá el manto completo.